# Southwest Philadelphia
Southwest Philadelphia is een stadsdeel van de Amerikaanse stad Philadelphia en strekt zich uit aan de westelijke oever van de Schuylkill River en in het noorden grenst het stadsdeel aan het stadsdeel West Philadelphia.

## Geschiedenis
Oorspronkelijk was het stadsdeel bekend als Kingsessing Township en maakte het deel uit van de kolonie Nieuw-Zweden en werd het voornamelijk bevolkt door de Finnen. Kingsessing werd gesticht nadat William Penn het land verkreeg en het dorp ging deel uitmaken van de stad Philadelphia nadat in 1854 de Act of Consolidation werd getekend. In de 18e en 19e eeuw was het voornamelijk een landelijk stadsdeel. Zo is in Southwest Philadelphia ook Bartram's Garden gelegen.